# Coise
Coise is een gemeente in het Franse departement Rhône (regio Auvergne-Rhône-Alpes) en telt 693 inwoners (2004). De plaats maakt deel uit van het arrondissement Lyon.

## Geografie
De oppervlakte van Coise bedraagt 9,0 km², de bevolkingsdichtheid is 77,0 inwoners per km².
De onderstaande kaart toont de ligging van Coise met de belangrijkste infrastructuur en aangrenzende gemeenten.

## Demografie
Onderstaande figuur toont het verloop van het inwonertal (bron: INSEE-tellingen).